# Sociedade Independente de Comunicação
Die Sociedade Independente de Comunicação (SIC), zu Deutsch in etwa „unabhängige Kommunikationsgesellschaft“, ist eine portugiesische private Fernsehanstalt. SIC war der erste und bisher größte Privatsender in Portugal und sendet heute landesweit acht TV-Programme über DVB-T2, einige auch international. Dazu betreibt der Mutterkonzern Impresa unter dem Dach der SIC seit 2020 die Streaming-Plattform OPTO und die Computerspiel- und E-Sport-Plattform ADVNCE.

## Geschichte

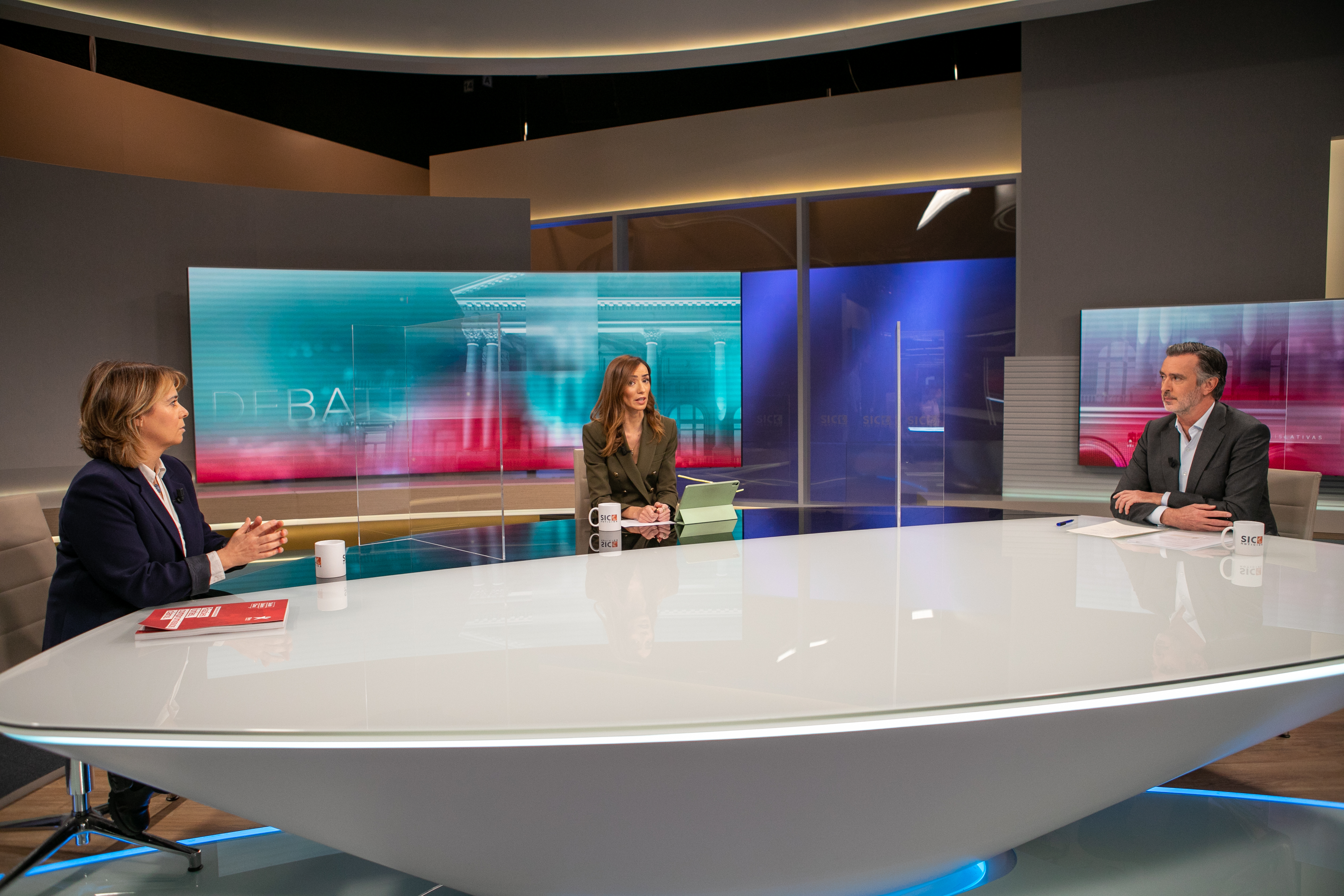
Fernsehdebatte in der SIC (links Catarina Martins, rechts João Cotrim de Figueiredo, Januar 2022).

Nach der Nelkenrevolution 1974 und der folgenden Rückkehr Portugals zur Demokratie setzte auch eine Demokratisierung aller Gesellschaftsbereiche ein. Auch die Medienlandschaft erfuhr eine breite Diversifizierung. Im Zusammenhang mit dem Beitritt Portugals zur Europäischen Gemeinschaft 1986 erlebte das Land dann eine Privatisierungs- und Fusionswelle. Dabei entstanden auch private Medienkonzerne.
Mit der Entscheidung, auch im Fernsehen private Anbieter zuzulassen und den folgenden Gesetzesänderungen wurde Anfang der 1990er Jahre auch in Portugal ein duales Rundfunksystem eingeführt.
Der erste Kanal der SIC ging am 6. Oktober 1992 auf Sendung und beendete damit das Monopol des bisherigen Staatsfernsehens RTP (heute öffentlich-rechtlich). 1993 folgte mit der TVI der zweite private Fernsehsender.
SIC gehört seither zum Medienunternehmen Impresa, gegründet und geleitet vom früheren Premierminister Francisco Pinto Balsemão, zu dem auch andere Medien gehören, wie beispielsweise die Wochenzeitung Expresso.
Von 1995 bis 2004 war SIC Marktführer in der portugiesischen Fernsehlandschaft. Zwischen 2005 und 2019 war TVI Marktführer, heute führt die SIC (mit 16,4 %) vor TVI (mit 14,9 %) den Markt wieder an (Stand Januar 2023).
2010 ging SIC eine Partnerschaft mit der brasilianischen TV Globo zur gemeinsamen Produktion von Telenovelas ein.

## Kanäle
Landesweit ist der Hauptkanal SIC terrestrisch für jeden frei empfangbar. Das Hauptprogramm setzt sich aus portugiesischen und brasilianischen Telenovelas zusammen, zusätzlich gibt es drei Nachrichtensendungen pro Tag und bestimmte Dokumentationen etc. Außerdem werden zahlreiche amerikanische Fernsehsendungen und -serien wie CSI: Miami o. Ä. mit portugiesischem Untertitel ausgestrahlt.
Die anderen SIC-Kanäle sind lediglich per Kabel oder Satellit zu empfangen und wenden sich an ein jeweils spezifischeres Publikum.
Alle Kanäle der SIC werden in 16:9-Format und sowohl in SDTV als auch HDTV ausgestrahlt, lediglich die beiden internationalen Kanäle werden nur in SDTV-Qualität gesendet, ebenso Txillo.
Kanäle
- SIC
- SIC Notícias (Nachrichtensender)

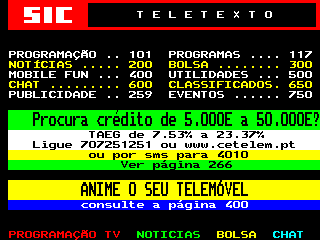
Neben seinen Fernsehkanälen unterhält SIC einen Teletext.

- SIC Radical (an jüngeres Publikum gerichtet)
- SIC Mulher (an Frauen gerichtet)
- SIC K (Kinderkanal)
- SIC Caras (Boulevardsender)
- SIC International (an Auslandsportugiesen gerichtet)
- SIC Internacional Àfrica (an die afrikanischen Staaten mit Amtssprache Portugiesisch gerichtet)
- Txillo (nur in Angola und Mosambik)

## Direktoren
- 1992–2001: Emídio Rangel
- 2001–2005: Manuel Fonseca
- 2005–2008: Francisco Penim
- 2008–2011: Nuno Santos
- 2011–2016: Luís Marques
- 2016–2017: Francisco Pedro Balsemão
- 2017–2018: Gabriela Sobral und Luís Proença
- seit 2018: Daniel Oliveira (Stand: Januar 2023)